# Vegetação de Minas Gerais

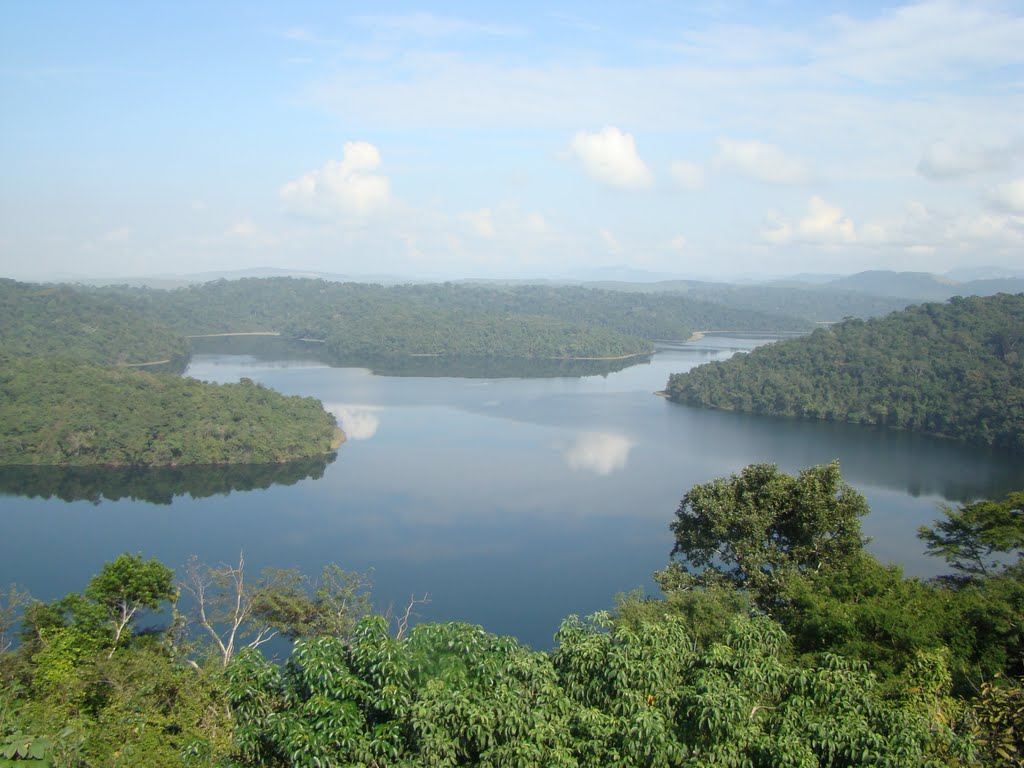
Lagoa Dom Helvécio, no interior do Parque Estadual do Rio Doce, maior reserva de Mata Atlântica do estado.

No Brasil há grandes florestas, em Minas Gerais há maior domínio da floresta tropical. E nessa floresta há muitos tipos de plantas, e essa é uma lista de plantas da floresta tropical. Essa lista está separada em famílias:

## Monocotiledôneas

### Agavaceae
Furcraea foetida

### Araceae
Philodendron

### Arecaceae
Acrocomia aculeata - Astrocaryum aculeatissimum - Syagrus romanzoffiana

### Bromeliaceae
Ananas - Bromelia pinguin

### Costaceae
Costus spicatus

### Orchidaceae
Epidendrum

### Poaceae
Bambusoideae - Imperata brasiliensis

## Dicotiledôneas

### Anacardiaceae
Anacardium occidentale - Astronium fraxinifolium - Schinopsis brasiliensis - Schinus - Spondias purpurea

### Annonaceae
Duguetia lanceolata

### Asteraceae
Pluchea sagittalis - Vernonia polysphaera

### Bignoniaceae

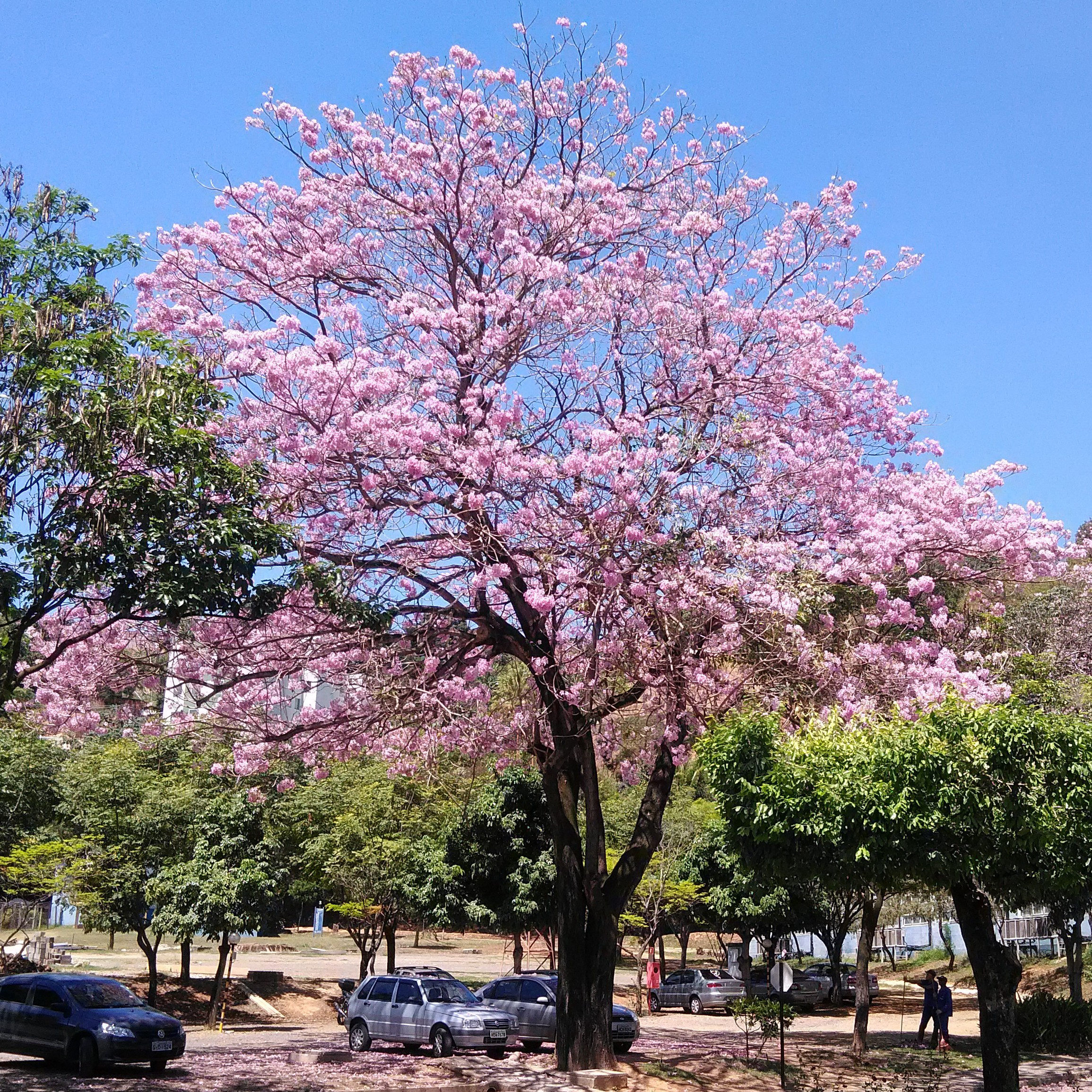
Florada de um ipê-roxo (Handroanthus impetiginosu), da família Bignoniaceae, no município de Coronel Fabriciano.

Crescentia cujete - Jacaranda - Sparattosperma leucanthum - Tabebuia

### Bixaceae
Bixa orellana

### Caryocaraceae
Caryocar brasiliense

### Clusiaceae
Kielmeyera coriacea

### Euphorbiaceae
Alchornea triplinervia - Joanesia princeps

### Fabaceae
Anadenanthera colubrina - Caesalpinia echinata - Dalbergia nigra - Enterolobium timbouva - Erythrina verna - Hymenaea courbaril - Inga - Machaerium villosum - Mimosa pudica - Mucuna urens - Myrocarpus frondosus

### Lauraceae
Ocotea megaphylla

### Lecythidaceae
Sapucaia

### Malvaceae
Ceiba speciosa - Luehea divaricata

### Moraceae
Ficus clusiifolia - Ficus doliaria - Ficus gomelleira

### Myristicaceae
Virola oleifera *

### Myrtaceae
Campomanesia corymbosa - Eugenia uniflora - Myrciaria jaboticaba - Psidium cattleianum - Psidium guajava

### Passifloraceae
Passiflora edulis

### Phyllanthaceae
Phyllanthus acutifolius.

### Phytolaccaceae
Petiveria tetrandra

### Rubiaceae
Genipa americana

### Rutaceae
Pilocarpus microphyllus

### Salicaceae
Casearia sylvestris

### Sapindaceae
Cupania emarginata - Sapindus saponaria

### Solanaceae
Solanum lycocarpum - Solanum viarum

### Urticaceae
Cecropia

## Outras
Pteridopsida